# Коллоредо
Коллоредо (итал. Colloredo) — дворянский род из Фриуля, который в Средние века был одним из самых влиятельных в Аквилейском патриархате. Его владения включали земли на итальянско-словенском пограничье — Венцоне, Доброво, Латизана, Сутрио и т. д.
Семейное предание гласит, что первый из Коллоредо приехал в патриархат в 1031 г. из Вальдзее в Швабии. В 1302 г. началось возведение замка Коллоредо близ Удино. До этого центром владений Коллоредо был замок Мельс. В конце XVI века Коллоредо выехали в Австрию и поступили на службу Габсбургов, где в течение XVII века поднялись до статуса имперских графов. Другие ветви рода проживали в государствах Северной Италии, включая Мантую и Милан.

В 1763 г. Рудольф Йозеф фон Коллоредо, занимавший пост имперского канцлера, был возведён в княжеское достоинство. Его потомки при упразднении Священной Римской империи были медиатизованы. Иероним фон Коллоредо с 1771 г. был последним князем-архиепископом Зальцбурга; вошёл в историю покровительством юному Моцарту. 

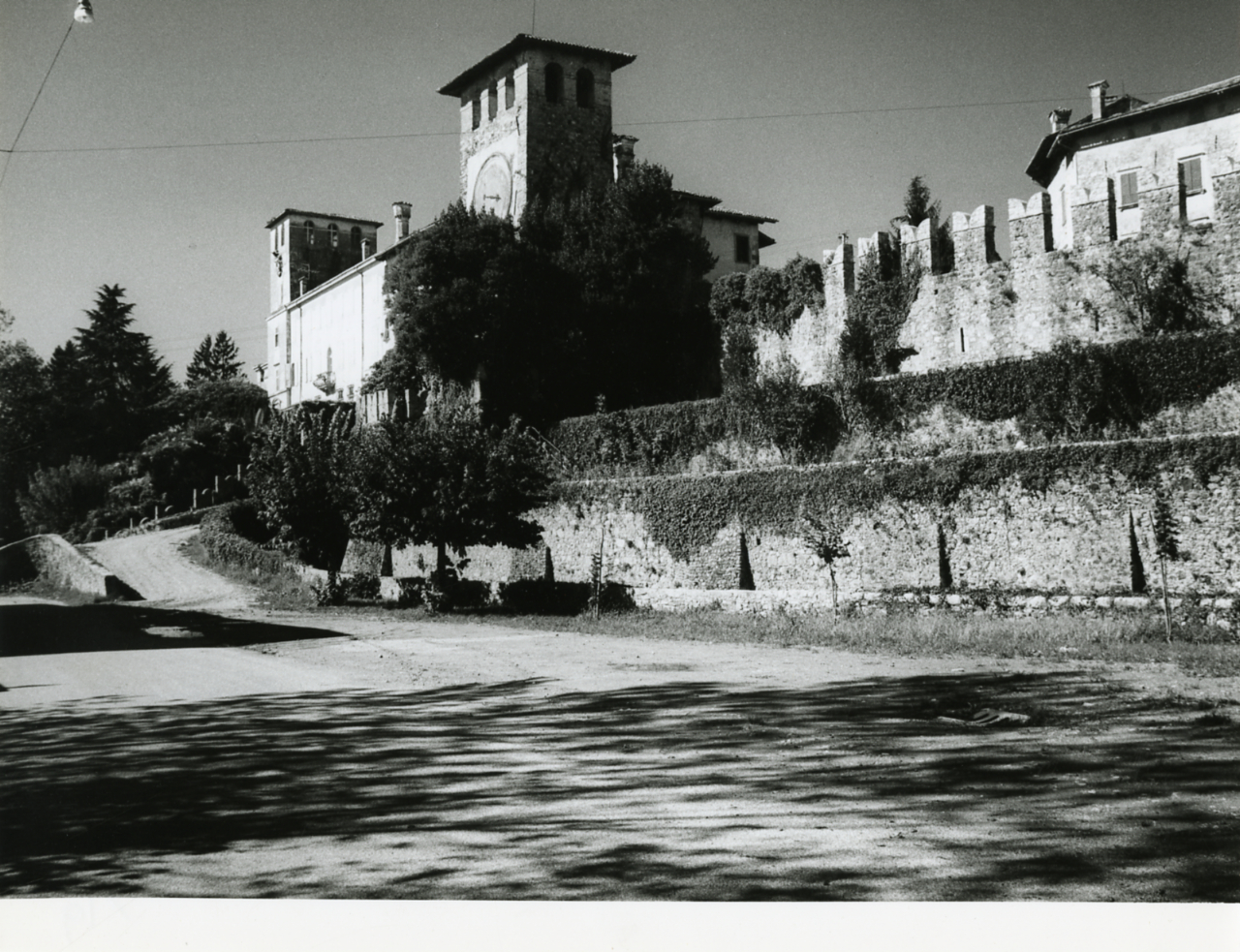
Родовой замок в Коллоредо-ди-Монте-Альбано

В 1789 году в память о заслугах угасшего рода Мансфельдов император возродил их фамилию, дозволив потомкам Франца фон Коллоредо и Марии Изабеллы фон Мансфельд впредь именовать себя князьями и графами Коллоредо-Мансфельдами. Представители старшей (княжеской) ветви Коллоредо-Мансфельдов ныне проживают в Вене, младшей (графской) — в Бостоне (США).

## Известные представители
Военачальники
- Коллоредо, Рудольф Иероним фон (1585—1657) — австрийский фельдмаршал, участник Тридцатилетней войны.
- Коллоредо, Йозеф-Мария (1735—1818) — австрийский фельдмаршал, участник осады Белграда (1789).
- Коллоредо, Венцель Йозеф (1738—1822) — австрийский фельдмаршал, участник войн против революционной Франции.
- Коллоредо-Мансфельд, Иероним (1775—1822) — австрийский генерал, кавалер русского ордена Святого Георгия III степени, участник Лейпцигского сражения.

Государственные деятели и дипломаты
- Коллоредо, Рудольф Йозеф фон  (1706—1788) —  австрийский вице-канцлер.
- Коллоредо-Мансфельд, Франц де Паула фон (1731—1807) — австрийский дипломат, политический и государственный деятель.
- Коллоредо-Вальдзее, Франц де Паула фон (1799—1859) — австрийский посол в России в 1843—1847 и 1851—1852 годах.

Религиозные деятели
- Коллоредо, Леандро (1639—1709) — итальянский куриальный кардинал.
- Коллоредо-Вальдзее, Антонин Теодор фон (1729—1811) — австрийский куриальный кардинал.